# Municipio de Edwards (Carolina del Norte)
El municipio de Edwards (en inglés: Edwards Township) es un municipio ubicado en el  condado de Wilkes en el estado estadounidense de Carolina del Norte. En el año 2010 tenía una población de 7.318 habitantes.

## Geografía
El municipio de Edwards se encuentra ubicado en las coordenadas 36°15′34.48″N 80°56′6.27″O / 36.2595778, -80.9350750.